# Daldis

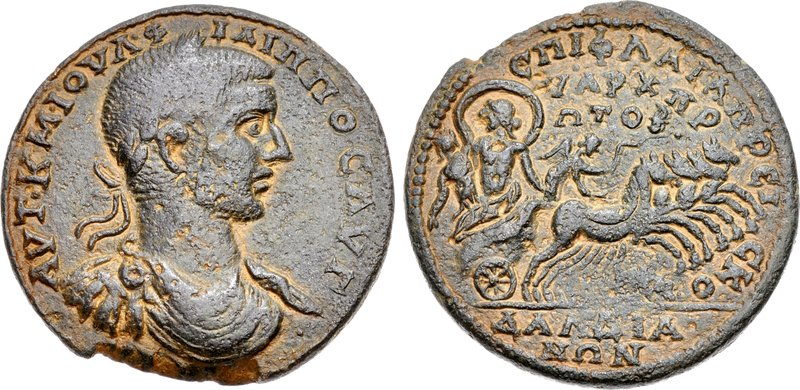
Moneta Daldis z czasów Filipa Araba (połowa III w. n.e.)

Daldis (gr. Δάλδις) – starożytne miasto w małoazjatyckiej Licji. 
Znane przede wszystkim dzięki inskrypcjom i monetom rzymskim z okresu cesarstwa (I–III wiek). 
Miejsce urodzenia pisarza i myśliciela znanego jako Artemidor z Efezu, autora popularnego sennika Oneirokritika (II wiek n.e.).
Już w czasach rzymskich było stolicą biskupią (sufraganią) podległą metropolii w Sardes. Od 1933 jedno z biskupstw tytularnych Kościoła rzymskokatolickiego. 
Lokalizacja miasta pozostaje nieznana.